# Typhlonus nasus
Typhlonus nasus är en fiskart som beskrevs av Günther, 1878. Typhlonus nasus ingår i släktet Typhlonus och familjen Ophidiidae. Inga underarter finns listade i Catalogue of Life.